# TNA Unbreakable
Unbreakable é um evento recorrente de luta livre profissional produzido pela Total Nonstop Action Wrestling (TNA). O evento original foi um pay-per-view realizado no mês de setembro de 2005. O segundo evento foi uma edição especial mensal do Impact Plus, realizada em agosto de 2019.
Em 13 de fevereiro de 2025, a TNA anunciou que realizaria o terceiro evento Unbreakable como uma edição especial mensal do TNA+ no dia 17 de abril de 2025, no Cox Pavilion, em Las Vegas, Nevada.

## Eventos
| #                                        | Evento                              | Data                   | Cidade                | Local         | Evento principal                                                                                                   | Ref   |
| ---------------------------------------- | ----------------------------------- | ---------------------- | --------------------- | ------------- | --- | ----- |
| 1                                        | Unbreakable (2005)                  | 11 de setembro de 2005 | Orlando, Flórida      | Impact Zone   | Christopher Daniels (c) vs. A.J. Styles vs. Samoa Joe em uma luta three-way pelo Campeonato da X Division da TNA   | [ 1 ] |
| 2                                        | Impact Wrestling Unbreakable (2019) | 2 de agosto de 2019    | Santa Ana, Califórnia | Esports Arena | Sami Callihan vs. Tessa Blanchard para determinar o desafiante número um pelo Campeonato Mundial do Impact         | [ 2 ] |
| 3                                        | Unbreakable (2025)                  | 17 de abril de 2025    | Las Vegas, Nevada     | Cox Pavilion  | Steve Maclin vs. A. J. Francis vs. Eric Young em uma luta three-way pelo inaugural Campeonato Internacional da TNA | [ 3 ] |
| (c) - refere-se ao campeão antes da luta |                                     |                        |                       |               | |       |